# مؤسسه پزشکی فرانسه برای کودکان
موسسه پزشکی فرانسه برای مادران و کودکان (به لاتین: The French Medical Institute for Mothers and Children) بیمارستانی در کابل، افغانستان است که در سال ۲۰۰۶ از طریق مشارکت بین دولت فرانسه و دولت جمهوری اسلامی افغانستان تأسیس شد. این موسسه ادعا می‌کند که راه‌حل‌های سلامت الکترونیک از جمله مشاوره از راه دور را بکار گرفته است.
FMIC طیف گسترده‌ای از خدمات از جمله مراقبت‌های بیماران بستری، مشاوره بالینی، خدمات تشخیصی، سلامت الکترونیک، خدمات داروخانه‌ای و جراحی‌های پیشرفته  مغز و اعصاب، مراقبت از قلب بزرگسالان با آزمایشگاه کاتتریزاسیون، جراحی قلب، ارتوپدی، گوش و حلق و بینی، چشم پزشکی، زنان و زایمان، فیزیوتراپی، بینایی و مراقبت‌های دندانی را ارائه می‌دهد. 
در سال ۲۰۰۶، FMIC اولین عمل جراحی قلب باز اطفال را در افغانستان برای یک دختر ۱۳ ساله انجام داد. در سال ۲۰۱۲، ساختن یک بال جدید روی ساختمان FMIC برای ۵۲ تخت برای مراقبت‌های زنان و زایمان و یک واحد مراقبت‌های ویژه نوزادان ۱۴ تختخوابی آغاز شد.
FMIC ادعا می‌کند که دارای گواهینامه ISO 9001:2008 است و اولین مرکز پزشکی است که این اعتبار را در سال ۲۰۰۹ طبق وب سایت رسمی خود دریافت کرده است.